# Mortzwiller
Mortzwiller est une ancienne commune française située dans le département du Haut-Rhin, en région Grand Est. 
Cette commune se trouve dans la région historique et culturelle d'Alsace et est devenue, le 1er janvier 2016, une commune déléguée de la commune nouvelle de Haut-Soultzbach.
Elle se trouve près de la voie rapide A36 et elle est limitrophe du Territoire de Belfort.

## Géographie
Mortzwiller fait partie de l'arrondissement de Thann et du canton de Masevaux. Il a une superficie de 423 ha dont 189 de bois. Les villages les plus proches sont Lauw (3 km), Masevaux (6 km), Soppe-le-Haut (2 km) et Sentheim (3 km). La ville la plus importante située à proximité est Belfort, qui se trouve à 21 km au sud-ouest. Située à 372 mètres d'altitude, la commune est proche du parc naturel régional des Ballons des Vosges.

### Cours d'eau
- Le Soultzbach.

### Géologie
Le territoire communal repose sur le bassin houiller stéphanien sous-vosgien.

## Toponymie
- Sope autrement Mormaingny (1453), Moritz (1455), Moritzweiler (1568), Marswil (1576), Mortzveiler (1579).

## Histoire

### Origine du nom
Du patronyme germanique Moritz et du latin villare, ferme.
Appelé d'abord Mormaigny, qui formait avec Soppe-le-Haut en englobant également le bourg disparu de Eichen et le village de Dieffmatten, un seul et même village dont le nom est cité en 1455 lors d'une sentence d'un chevalier. L'histoire se confond aussi avec celle du vallon de Soultzbach qui a été dévasté par la peste en 1234, puis par les compagnies anglaises qui dévastent le village en 1376, puis par les Armagnacs en 1444.
Il existait autrefois à Mortzwiller un château de plaisance avec parc, jardin anglais et un labyrinthe remarquable, appartenant à l'évêque constitutionnel Jean-Baptiste Gobel né en 1727 à Thann, nommé en 1771. On n'en voit plus aucune trace à ce jour : les matériaux ont d'abord servi à l'agrandissement du moulin du village qui faisait partie des biens de la propriété. Ce moulin a ensuite été converti en tissage. Le souvenir de ce moulin en est aujourd'hui conservé par la rue du Moulin dans le prolongement de laquelle subsistent les étangs qui servaient à réguler l'eau du canal d'alimentation de la roue à aubes.

### Héraldique
| Blason de Mortzwiller | Les armes de Mortzwiller se blasonnent ainsi : « D'or à la terrasse d'azur, une roue de moulin de gueules soutenant une navette de tisserand de même posée en fasce. » |

## Politique et administration
| Période                                  | Période   | Identité            | Étiquette | Qualité                                                                 |
| ---------------------------------------- | --------- | ------------------- | --------- | ----------------------------------------------------------------------- |
| Les données manquantes sont à compléter. |           |                     |           |                                                                         |
| mars 1989                                | mars 2008 | Antoine Kuenemann   |           |                                                                         |
| mars 2008                                | En cours  | Christophe Beltzung |           | Président de la CC de la Vallée de la Doller et du Soultzbach (2020 → ) |

## Démographie
L'évolution du nombre d'habitants est connue à travers les recensements de la population effectués dans la commune depuis 1793. À partir du 1er janvier 2009, les populations légales des communes sont publiées annuellement dans le cadre d'un recensement qui repose désormais sur une collecte d'information annuelle, concernant successivement tous les territoires communaux au cours d'une période de cinq ans. 
Pour les communes de moins de 10 000 habitants, une enquête de recensement portant sur toute la population est réalisée tous les cinq ans, les populations légales des années intermédiaires étant quant à elles estimées par interpolation ou extrapolation. Pour la commune, le premier recensement exhaustif entrant dans le cadre du nouveau dispositif a été réalisé en 2008,.
En 2013, la commune comptait 336 habitants, en évolution de +5,99 % par rapport à 2008 (Haut-Rhin : +1,54 %, France hors Mayotte : +2,49 %).
| 1793 | 1800 | 1806 | 1821 | 1831 | 1836 | 1841 | 1846 | 1851 |
| ---- | ---- | ---- | ---- | ---- | ---- | ---- | ---- | ---- |
| 226  | 212  | 243  | 254  | 288  | 260  | 278  | 322  | 292  |

| 1856 | 1861 | 1866 | 1871 | 1875 | 1880 | 1885 | 1890 | 1895 |
| ---- | ---- | ---- | ---- | ---- | ---- | ---- | ---- | ---- |
| 273  | 278  | 274  | 265  | 238  | 230  | 232  | 217  | 184  |

| 1900 | 1905 | 1910 | 1921 | 1926 | 1931 | 1936 | 1946 | 1954 |
| ---- | ---- | ---- | ---- | ---- | ---- | ---- | ---- | ---- |
| 158  | 186  | 207  | 186  | 179  | 159  | 153  | 155  | 152  |

| 1962 | 1968 | 1975 | 1982 | 1990 | 1999 | 2008 | 2013 | - |
| ---- | ---- | ---- | ---- | ---- | ---- | ---- | ---- | - |
| 160  | 126  | 134  | 170  | 194  | 252  | 317  | 336  | - |

## Lieux et monuments

### Église
Il n'existe pas d'église dans le village ni de cimetière.

## Personnalités liées à la commune

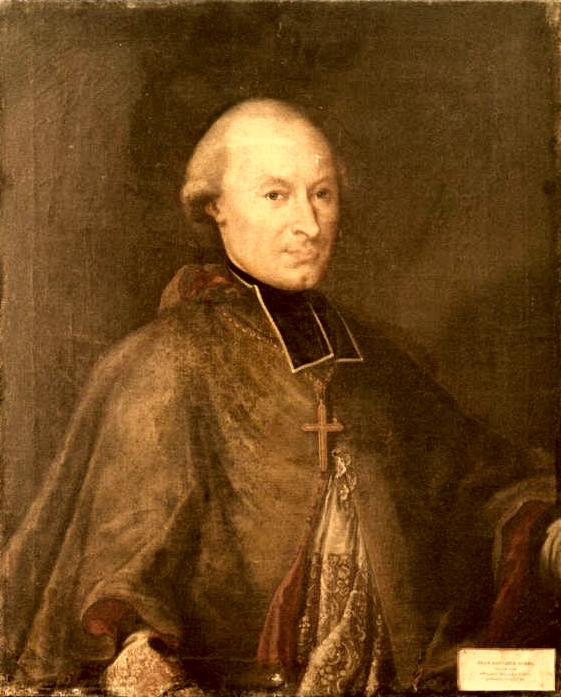
Jean-Baptiste-Joseph Gobel.

- Jean-Baptiste Gobel (1727-1794), prélat et homme politique français.